# John Édison Rodríguez
Jhon Édison Rodríguez Quevedo (Buga, 24 de enero de 1991) es un esgrimista colombiano. Compitió en la prueba de espada masculina en los Juegos Olímpicos de Verano de 2016.